# جزیره ویک (فیلم ۱۹۴۲)
جزیره بیداری (به انگلیسی: Wake Island) یک فیلم آمریکایی است که در سال ۱۹۴۲ میلادی به کارگردانی جان فارو و نویسندگی دابلیو. آر. برنت و فرانک باتلر ساخته شد.
این فیلم در بخش‌های بهترین بازیگر نقش مکمل مرد، بهترین کارگردانی، بهترین فیلم و بهترین فیلم‌نامه غیراقتباسی نامزد دریافت جایزه اسکار شده بود.